# New York Express
De New York Express was een treindienst die de verbinding verzorgde tussen Parijs en de haven van Cherbourg, waar de reis per schip werd voortgezet naar New York. De New York Express was een van de treinen die door de Compagnie Internationale des Wagons-Lits werd ingezet om voor rederijen passagiers naar de vertrekhaven te vervoeren.
De trein is in 1900 in gebruik genomen om passagiers naar de haven van Cherbourg te vervoeren. Daar was aansluiting op een stoomboot van de Norddeutsche LLoyd naar New York. In 1914 is de treindienst opgeheven.

## Rollend materieel

### Rijtuigen
De trein bestond uit slaaprijtuigen, een restauratierijtuig en een bagagewagen.

## Route en dienstregeling
| PC | land      | station   | km | CP |
| -- | --------- | --------- | -- | -- |
|    | Frankrijk | Parijs    |    |    |
|    | Frankrijk | Cherbourg |    |    |